# Buick

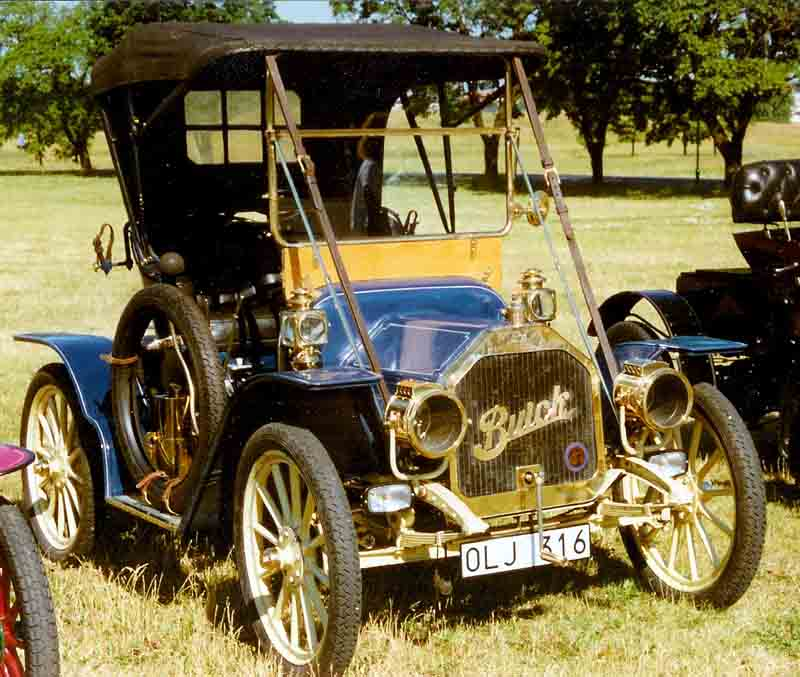
Buick Model 14 Runabout 1910

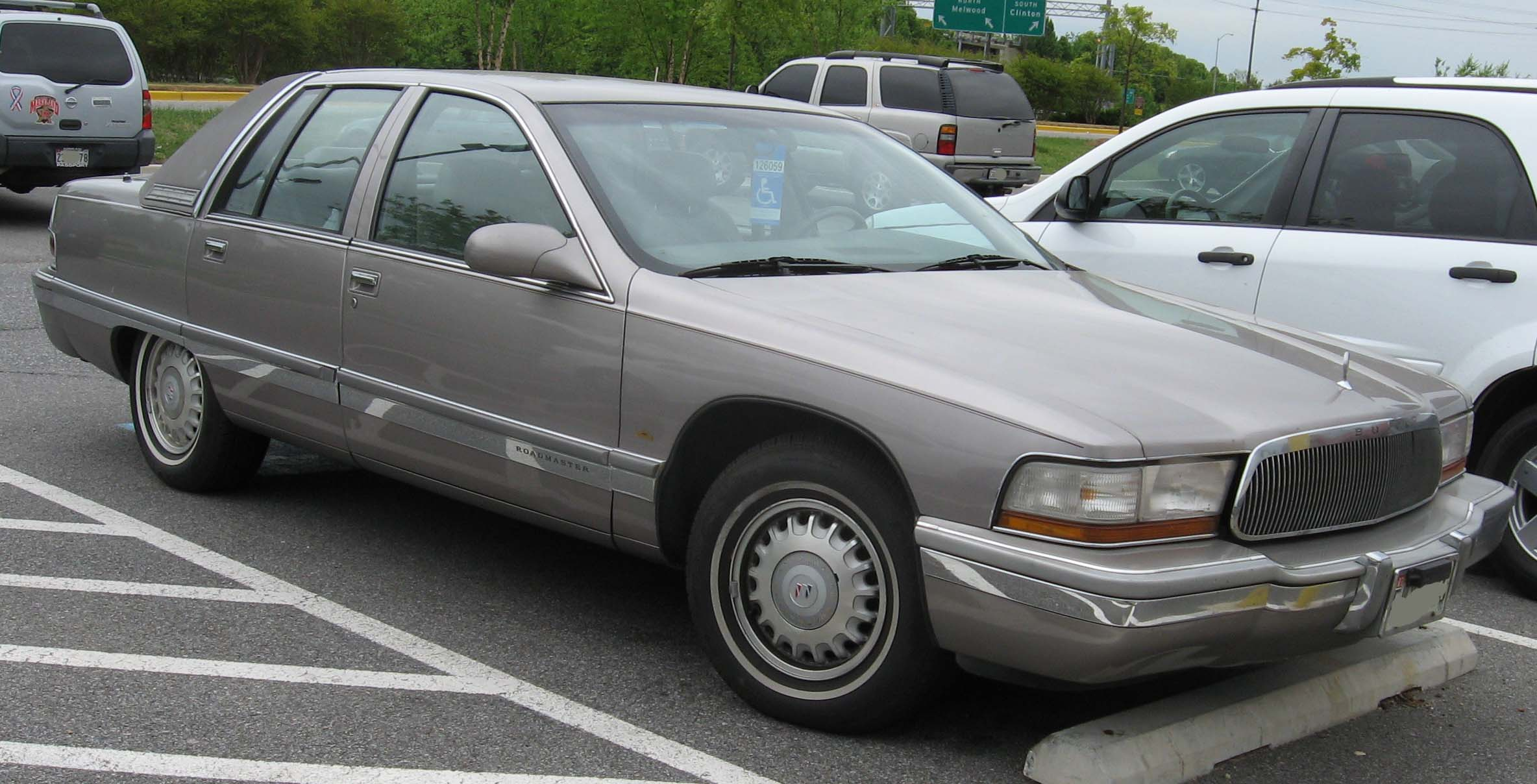
Buick Roadmaster

Buick este o marcă de automobile a companiei multinaționale General Motors. A fost înființată în 1905.
Buick este o marcă de automobile vândută în Statele Unite, Canada, China, Taiwan, Qatar, Kuwait și Israel de către Corporația General Motors. Buick este brandul folosit de General Motors pentru a vinde mașini de lux entry-level în America de Nord. Compania Buick Motor Company, a fost înființată pe data de 19 mai 1903, de către David Dunbar Buick în Detroit, Michigan.
David Buick 
Remarcabilul scoțian s-a născut în Arbroath, Scoția în urmă cu 155 de ani. În timpul carierei a cunoscut faima și renumele dar a murit ca om sărac și uitat de lume. 
David Dunbar Buick s-a născut în data de 17 septembrie 1854 în 26 Green Street Arbroath. Tatăl său, Alexander Buick, a emigrat în America împreună cu soția și fiul său, David, în vârstă de doi ani. Tânărul David începe o afacere în Detroit, producând materiale pentru instalații. El a inventat o tehnologie de fabricat vane. Cu această tehnologie el reușește să strângă o avere considerabilă. 
În 1890, David Buick, devine interesat și chiar fascinat de motoarele cu ardere internă. Începe să facă experimente cu motoare, în 1899 înființează compania "Buick Auto-Vim and Power Company" unde produce motoare folosite în agricultură. 
În 1900 produce primul automobil. 
În 1902 pune bazele companiei "Buick Manufacturing Company", la sfârșitul anului ajunge într-o situație în care singura soluție era un împrumut financiar, împrumută de la prietenul său, Ben Briscoe, 5.000 de dolari. Briscoe îl sfătuiește pe David să se afilieze cu compania Flint. Firma produce 16 mașini în anul 1903 și 34 în anul 1904. 
În 1904 William C. Durant devine managerul general, David Buick este președintele companiei. Durant, care mai târziu înființează "General Motors", era un manager experimentat, era un "descurcăreț", astfel reușește să reducă costurile producției. David Buick era opusul lui Durant, el se uită și se minuna la fiecare mașină pe care o produceau, ca la o invenție unică. Era tipul de "om de știință". 
În 1906 Buick, la vârsta de 52 de ani, părăsește compania. 
În 1929 decedează de cancer la coloană, în Detroit.
1899 - 1909 
În 1903 apare primul model destinat vânzării, Biuck Model B. William Durant creează General Motors pe 16 septembrie 1908 și foarte repede preia Buick sub umbrela GM. Buick susține că în 1908 dominau piața auto americană, prin producția a 8.820 de vehicule.
1910 - 1919 
Un slogan de publicitate spunea: "Când vor fi construite automobile mai bune, Buick le va construi" (1911). În timpul primului război mondial, Buick construiește motoare Liberty pentru aeronave , aruncătoare de grenade, ambulanțe și tancuri experimentale (1917-18).
1920 - 1929 
Buick ajunge la un număr total de un milion de mașini produse (1923), iar acum brandul Buick este eligibil pentru lansarea internațională. 
1930 - 1939 
Buick dispunea de o gamă variată de automobile, compusă din modelele Special, Century, Roadmaster și Limited (1936). Producția de mașini se ridică de la 47.000 de automobile în 1933, și la 220.000 în 1937. Buick este prima companie care avea ca dotare standard lumini de semnalizare pentru viraje.(1939).
1940 - 1949
Anii de după război, reprezintă o perioadă foarte bună pentru Buick, atât în materie de design al mașinilor și inovației tehnologice, cât și în materie de vânzări. Câteva dintre aceste exemple sunt celebra bară verticală, transmisie automată și în 1949 Hard-Top Cabrio. 
1950 - 1959
Buick construiește un automobil clasic, '53 Skylark ediție limitată, pentru a 50-a aniversare (1953). Buick introduce LeSabre, Invicta și Electra. În cinstea celor trei noi nume, este indrodus noul logo, cele trei scuturi, care are la bază stema familiei Buick (1959). 
1960 - 1969
Apare Buick Special, care avea instalat primul motor produs în masă. Este lansat "modernul clasic" Riviera, un coupe sportiv și elegant (1963).
1970 - 1979 
Buick introduce un motor V-6 eficient din punct de vedere al consumului de carburant. În cele din urmă motorul 3.8 litri "3800" V-6 devine topul de gamă al Buick, acesta fiind disponibil în versiune standard, turboalimentat și supraalimentat (1974-75). 
1980 - 1989
Buick atinge pragul de un milion de mașini vândute în afara țării (1984). Filmul "Rain Man" primește un Oscar, în acest film apărând și un '49 Roadmaster Cabrio (1988). LeSabre este cotat numărul 1 în America de Nord și numărul 2 în lume într-un studiu de calitate efectuat de JD Power and Associates (1989).
1990 - 1999
Buick Roadmaster a fost un succes, cu 40.000 de exemplare vandute în primul său an pe piață. (1991-1992) 
În'99 este construit ultimul Buick la fabrica din Flint. La această uzină au fost construite peste 16 milioane de automobile Buick, ultimul care a ieșit pe porțile fabricii a fost un LeSabre. 
2000 
Buick ajunge la 35 de milioane de mașini construite, începând cu 1904. Buick lansează o nouă generație LeSabre (cel mai bine vândut sedan în SUA timp de opt ani) și totodată crește puterea acestuia la 165 CP.